# Припинення вогню

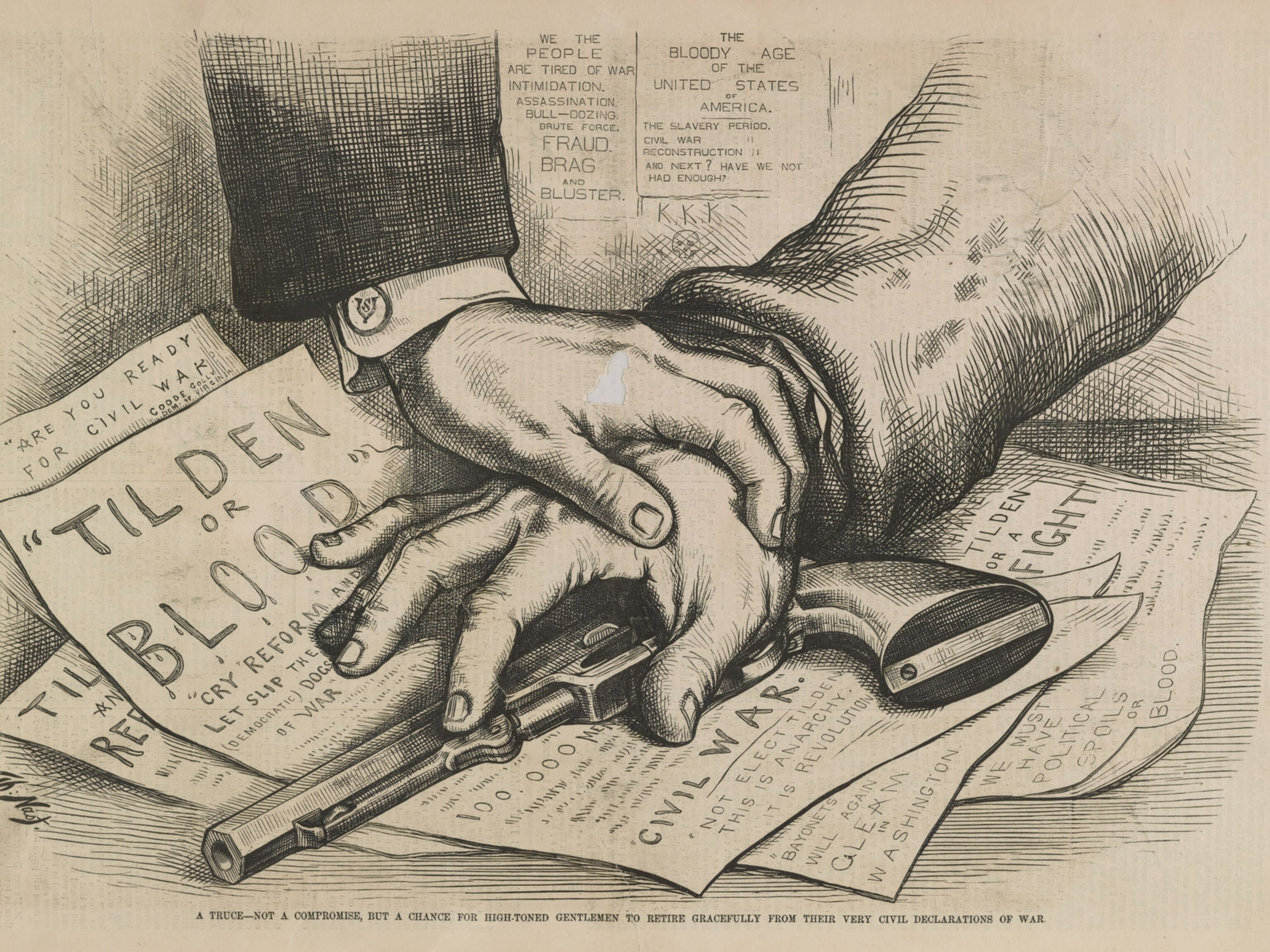

Припи́нення вогню́ — тимчасове припинення агресивних дій під час військового протистояння. Може бути як підкріпленим певними договорами, так і неформальним, заснованим на порозумінні сторін-противників. Причинами може бути обмін пораненими, надсилання парламентарів тощо. Порушення схвалених умов розглядають як порушення законів та звичаїв війни.

Якщо одна сторона порушила режим припинення вогню, інша сторона може продовжити ведення вогню згідно з попереднім наказом. 